# Сиранов, Кабыш
Кабыш Сиранов (каз. Қабыш Сиранов) (13 февраля 1914, аул Белагачёвский, Российская империя — 19 ноября 1976 (или 1978), Алма-Ата, Казахская ССР, СССР) — советский и казахский сценарист, кандидат искусствоведения (1962). Член КПСС с 1959 года.

## Биография
Родился 13 февраля 1914 года в ауле Балагачёвском (ныне — Баянаульский район).
В 1930 году начал свою работу в области общественной деятельности и работал вплоть до 1935 года. В 1935 году начал свою редакторскую деятельность, работая сначала в редакциях газет, а затем в Совнаркоме СССР вплоть до 1938 года.
В 1938 году переехал в Москву и поступил на сценарный факультет ВГИКа, который окончил в 1942 году. После окончания ВГИКа переехал в Алма-Ату и посвятил этому городу всю оставшуюся жизнь, был заместителем директора и начальником сценарного отдела ЦОКСа, а также писал сценарии мультфильмов и фильмов.
Подвергался репрессиям сталинского режима. Работал в должности научного сотрудника на кафедре театра и кино Института литературы и искусства (Институт литературы и искусства имени М. О. Ауэзова). Автор книг по истории искусства кино Казахской ССР.
Жена — Софья Садыковна, сын изобретатель Бахитжан Кабышевич Сиранов , внучка — Сауле Бахитжановна Светлана Сергеевна Туинова — ученый КНЦ РАН (Кольский научный центр РАН) , правнучка мультимедиа художница Любовь Николаевна Туинова .
Скончался 19 ноября 1976 года (по другим данным, в 1978 году) в Алма-Ате.

## Фильмография

### Сценарист
- 1942 —
  - Батыры степей (новелла — «Белая Роза»)
  - Казахский киноконцерт (новелла — Под звуки домбр)
- 1959 — Дорога жизни, оригинальное название Өмір жолында

## Награды
- Орден «Знак Почёта» (3 января 1959) — за выдающиеся заслуги в развитии казахского искусства и литературы и в связи с декадой казахского искусства и литературы в гор. Москве